# Loop (singel Sary Bonnici)
Loop – singel maltańskiej piosenkarki Sary Bonnici wydany niezależnie 14 marca 2024. Utwór napisali i skomponowali John Emil Johansson, Kevin Lee, Sebastian Pritchard-James, Leire Gotxi Angel, Matthew James Borg, Michael Joe Cini, Joy Deb, Linnea Deb, Ale Zabala i sama artystka. Kompozycja reprezentowała Maltę w 68. Konkursie Piosenki Eurowizji w Malmö.
Piosenkarka opisała singel w wywiadach jako „pozytywna piosenka o miłości” o osobie, która była nią romantycznie zainteresowana.

## Konkurs Piosenki Eurowizji
Piosenka została zgłoszona do udziału w Malta Eurovision Song Contest 2024, preselekcjach Malty na 68. Konkurs Piosenki Eurowizji, i zaprezentowana premierowo podczas transmisji pierwszego odcinka półfinałowego 27 października 2023, skąd zakwalifikowała się do finału preselekcji. 4 lutego 2024 utwór wybrzmiał w finale konkursu i zajął 1. miejsce, dzięki czemu został wybrany na reprezentanta Malty w konkursie. Zwycięska piosenka została wydana w nowej, zmienionej wersji 14 marca, a tego samego dnia na kanale „Eurovision Song Contest” w serwisie YouTube pojawił się nowy teledysk utworu, nagrany specjalnie w ramach promocji przez konkursem.

## Lista utworów
| Digital download / media strumieniowe | Digital download / media strumieniowe | Digital download / media strumieniowe |
| Nr                                    | Tytuł utworu                          | Długość                               |
| ------------------------------------- | ------------------------------------- | ------------------------------------- |
| 1.                                    | „Loop”                                | 2:59                                  |